# Langona alfensis
Langona alfensis là một loài nhện trong họ Salticidae.
Loài này thuộc chi Langona. Langona alfensis được Heciak & Jerzy Prószyński miêu tả năm 1983.